# Чжу Цзифень
Чжу Цзифень (28 липня 2002 ) — китайський стрибун у воду, чемпіон світу.